# Ко је крив
Ко је крив је једанаести (односно осми) албум хрватског певача Бориса Новковића. Албум садржи 10 песама и хитови са овог албума су насловна нумера (који пева у дуету са Северином), Ко сам без тебе и Елоис. Изашао је 2002. године у издању Кроација рекордс-а.

## О албуму
Са песмом Елоис је наступао на фестивалу Дора 2002 и освојио је треће место. Са песмом Златна јабука наступа на Хрватском радијском фестивалу 2002.
Праћен је спотовима за насловну нумеру, Пијесак и Ко сам без тебе.